# テルク・セマンカ級戦車揚陸艦
テルク・セマンカ級戦車揚陸艦（英語: Teluk Semangka class tank landing ship）は、インドネシア海軍の戦車揚陸艦の艦級。大韓民国の馬山にある韓国タコマ造船所（現・HJ重工業）によって6隻が建造された。
最初の4隻は1979年6月、後の2隻は1981年6月に発注され、1981年から1982年にかけて就役した。2023年時点で、4隻が運用中である。

## 設計
本級は韓国タコマ造船所のアリゲーター型と呼ばれる設計で、後に建造された大韓民国海軍の高峻峰級やベネズエラ海軍のカパナ級でも同じ設計が採用されている。

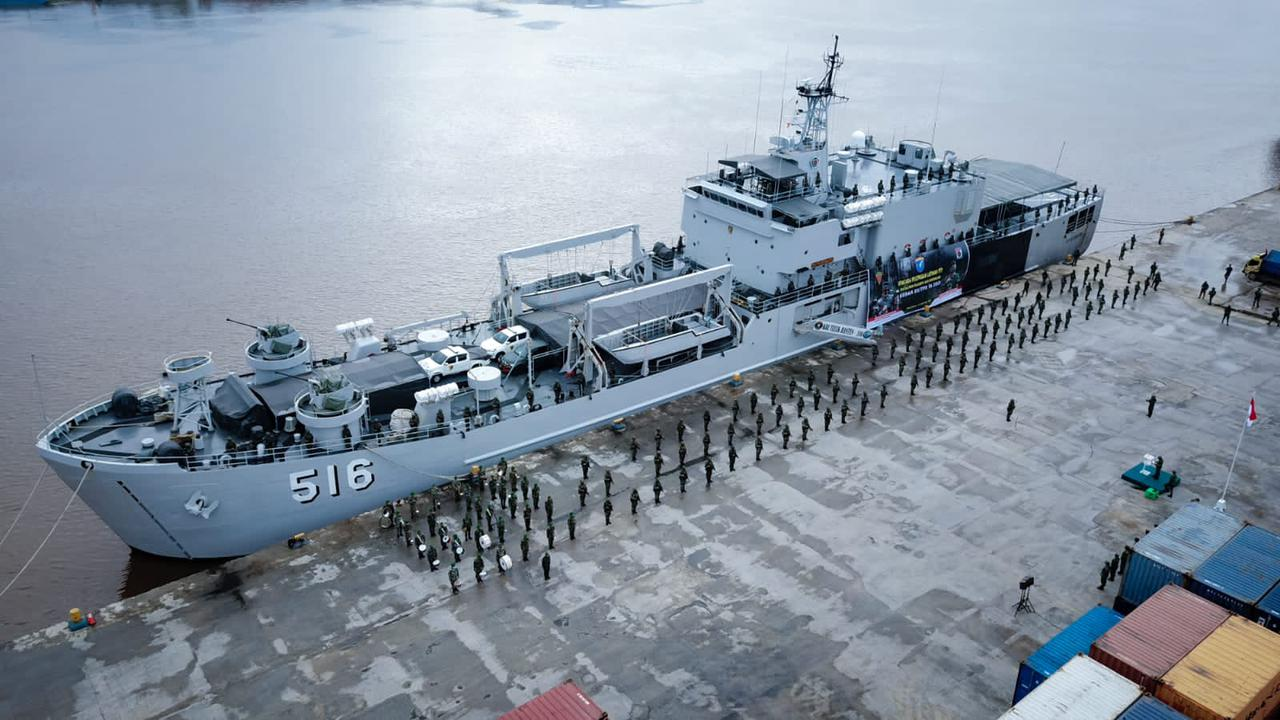
516 Teluk Banten

艦ごとに設計がかなり異なっており、1番艦と3番艦には格納庫がなく、逆に6番艦は2個の格納庫を有している。5・6番艦は煙突ではなく舷側排気を採用しており、ほかにも艦橋上部へのレーダー装備、LCVP搭載位置の変更、40mm機関砲搭載数の減少など変更箇所が多く、艦影がかなり異なる。5・6番艦は指揮艦としても運用できる。さらに6番艦は病院船としても運用できるとされていたが、2006年時点では赤十字表示はされていない。揚陸艦としては、揚陸部隊200名、戦車17両、LCVP2隻を搭載できる。
満載排水量は3,810t、全長は100ｍ、最大幅は14.4m、喫水は4.2mである。主機はディーゼルエンジン2基を搭載し、2軸で推進する。合計出力は12,800hpで、最大速力は15ノット、航続距離は13ノット時で7,500海里となっている。乗員は士官13名を含む90名。

## 装備
兵装はボフォース 70口径40mm機関砲を2-3基と、ラインメタル 90口径20mm機関砲を2基搭載している。また、艦載ヘリコプターとしてウェストランド ワスプを1機、もしくはAS332 スーパーピューマを3機搭載する（5・6番艦のみ）。
レーダーはIバンドのレイカル・デッカ製航海レーダーを搭載しており、5・6番艦のみE/Fバンドのレイセオン製対水上捜索レーダーも搭載している。

## 運用史
4番艦と6番艦は、2001年にカリマンタン州で発生した民族紛争（Sampit conflict）で難民の輸送に従事した。
6番艦は、2010年に災害救助のため西パプア州に派遣された。

## 同型艦
| 番号 | 艦名           | 建造所     | 就役          |
| ---- | -------------- | ---------- | ------------- |
| 512  | Teluk Semangka | 韓国タコマ | 1981年1月20日 |
| 513  | Teluk Penyu    | 韓国タコマ | 1981年1月20日 |
| 514  | Teluk Mandar   | 韓国タコマ | 1981年7月     |
| 515  | Teluk Sampit   | 韓国タコマ | 1981年6月     |
| 516  | Teluk Banten   | 韓国タコマ | 1982年5月     |
| 517  | Teluk Ende     | 韓国タコマ | 1982年9月2日  |